# Флорис II
Флорис II (Флорис Толстый; нидерл. Floris II de Vette, нем. Florenz (Florens) II. der Dicke, лат. Florentius II; около 1080 — 2 марта 1121) — граф Западной Фрисландии (Голландии) с 1091 года из династии Герульфингов.

## Биография

### Правление
В период правления графа Флориса II, старшего сына графа Дирка V и Отельхильды Саксонской, началось постепенное повышение уровня Северного моря, приведшее к образованию залива Зёйдерзе. Это привело к важному географическому и политическому следствию — отделению Восточной Фризии.
Также Флорис продолжил ставшую уже традиционной вражду голландских графов с Фландрией и епископами Утрехта и Гельдерна. Спор с Утрехтом происходил из-за территорий, захваченных ещё отцом Флориса. Однако в итоге Флорису удалось заключить мир с епископом.
Кроме того, Флорис смог приобрести Рейнланд (Лейден и окрестности), а с 1101 году за Флорисом был признан титул «граф Голландии». С этого времени название Голландия окончательно вытесняет название Фризия.
Флорис умер в 1121 году, ему наследовал малолетний сын Дирк VI под регентством матери.

### Семья
Около 1113 года граф Флорис II женился на Гертруде (Петронелле) Лотарингской (умерла 23 мая 1144), дочери герцога Лотарингии Тьерри II и Гедвиги Формбахской. Таким образом Флорис породнился с правящим герцогом Саксонии Лотарем Супплинбургским, позже ставшим императором Священной Римской империи, так как Гертруда была его единоутробной сестрой. В браке родились:
- Дирк VI (около 1110 — 6 августа 1157), граф Голландии с 1121 года
- Флорис Чёрный (около 1115 — 26 октября 1132), оспаривал у брата власть над графством
- Симон, каноник в Утрехте
- Гедвига (умерла в 1132), монахиня аббатства Рийнсбург